# Matt Sorum
Matt Sorum (Mission Viejo, Califòrnia, 19 de novembre de 1960) és un bateria estatunidenc, que va formar part del grup The Cult durant diverses encarnacions de la banda, sent una de les seves èpoques més recordades amb aquesta formació la corresponent al disc Sonic Temple, a continuació, va formar part de la banda Guns N' Roses, substituint a Steven Adler, quan aquest va ser expulsat de la banda per la seva forta addicció a l'heroïna a principis de la dècada del 1990.
Va ser Slash qui es va fixar en ell durant un concert de The Cult al qual va assistir, grup del que en aquell moment Sorum formava part.

## Guns N' Roses
Va debutar amb Guns N' Roses en els enregistraments de Use Your Illusion I i Use Your Illusion II, en el moment en què es va incorporar al grup, ja havien estat compostos temes com "Civil War" o "Don't Cry", ja que fins i tot Steven Adler va arribar a interpretar "Civil War" en la seva última actuació amb la banda, per això, Matt Sorum va tornar a gravar les pistes de bateria que havia deixat el seu predecessor, va participar també a "The Spaghetti Incident?", romanent a la banda fins a la seva dissolució per desavinences entre els membres al voltant de 1994. Després d'uns anys erràtics de projectes musicals de poca repercussió mediàtica, va tornar a reunir-se amb dos dels seus companys en Guns N' Roses (Slash i Duff McKagan) per formar juntament amb altres músics la banda Velvet Revolver.